# Pria, Sălaj
Pria (în maghiară: Perje) este un sat în comuna Cizer din județul Sălaj, Transilvania, România.

## Așezare
Satul Pria este situat la limita sud-vestică a județului Sălaj cu județul Cluj, pe cursul superior al văii Priei, la poalele nord-vestice ale Măgurii Priei (vârful cel mai înalt al Meseșului, grupare montană nordică a Munților Apuseni ce aparțin lanțului carpatic al Occidentalilor), în bazinul hidrografic al râului Crasna. Acesta se află la o distanță de 37 km. față de municipiul Zalău și 35 de km. față de orașul Șimleu Silvaniei.

## Istorie
Localitatea a fost atestată documentar pentru prima dată în anul 1481 însă vechimea ei poate fi mult mai mare.
Vatra satului este adunată pe Valea Priei. Pe vale, la intrarea și ieșirea din sat este marcată câte o moară. Pe deal, pe malul stâng, stă vechea biserică de lemn construită în anul 1750. La sud de sat domină Măgura Priei, loc unde, descoperirile arheologice semnalază urmele unui tumul de pază și semnalizare, atribuit epocii romane.
Trecutul îndepărtat al satului Pria este puțin documentat. Petri Mór a făcut în monografia Sălajului din 1901 o primă trecere în revistă a datelor istorice cunoscute despre sat.

### Evul mediu
Pria de Sus și Pria de Jos intră în documente în anul 1481, între alte sate aparținătoare cetății de Valcău, în marea lor majoritate în posesia familiei Bánffy. Satul Pria a rămas mai mult sau mai puțin în posesia familiei Bánffy până la mijlocul secolului al XIX-lea. În 1925, cea mai mare proprietate din sat aparținea încă aceleași familii. Din evul mediu până în 1867 satul Pria a aparținut administrativ de Comitatul Crasna.
În comitatul Crasna, ca și în întreaga Transilvanie, administrația Regatului Ungar s-a suprapus unei structuri sociale românești mai vechi. Urmele acesteia în Pria se pot distinge în menționarea voievodului Grigore Baboș care conducea în 1594 peste crainicii satelor Cizer, Boian, Ponița, Hurez, Stârci, Ratin și Wayfalua. Acesta din urmă, fiind menționat doar sub forma de sat al voevodului, ar putea fi identificat cu satul Pria, singurul care lipsește de pe Valea Cizerului și a afluenților ei.
În anul 1835 satul Pria aparține din punct de vedere religios de Protopopiatul Districtului Crasna.

### Epoca modernă
Începând cu anul 1876, satul Pria aparține Comitatului Sălaj din Regatul Ungariei, apartenență ce se va încheia în anul 1920, odată cu semnarea Tratatului de la Trianon, tratat ce prevedea stabilirea frontierelor Ungariei cu vecinii săi.
La 8 octombrie 1918, ofițerii Batalionului 6 Vânători de munte, cu garnizoana în orașul Aiud, fondează în satul Pria prima bibliotecă poporală din localitate.
În anul 1918, în luna noiembrie, la Pria, în prezența comandantului Corpului I de voluntari români constituit la Darnița-Kiev, căpitan în rezervă Victor Deleu, are loc o adunare populară prin care se aduce la cunoștința celor prezenți, hotărârea românilor de a se uni cu Patria Mamă, astfel, atunci, ia ființă Consiliul național român local și Garda națională română Pria, formată din 22 de membrii, având rol de asigurare a ordinii publice locale.
În perioada interbelică satul face parte din Plasa Crasna, componentă a județului Sălaj, urmând ca odată cu reorganizarea administrativă a României, după modelul sovietic (regiuni și raioane) și înființarea Regiunii Autonome Maghiare (1952 - 1968) să aparțină zonei teritoriale a raionului Zalău, Regiunea Cluj.
Din anul 1968, după desființarea Regiunii Autonome maghiare, satul Pria va face parte din zona administrativ-teritorială a actualului județ Sălaj.
De-a lungul timpului (din secolul al XVIII-lea, până în cea de-a doua jumătate a secolului al XIX-lea) în sat funcționau 8 mori de apă (construite din lemn, cu sisteme hidraulice primitive) pentru măcinarea cerealelor (grâu, porumb, secară). Acestea erau amplasate pe cursul văii Priei, în gospodăriile unor localnici; astfel: prima (în amonte) la „Pavelea Savini”, urmată de cele din aval de la „Petrea'l Pavăl”, „Niculaie Coșară”, „Cula Tomești”, „Ciunea Farcaș”, „Pavelea Ciorchi”, „Gheorghica Jurjului” și ultima, cea de la „Petrea Păraschi”.

## Demografie
Evoluția demografică de-a lungul timpului și schimbarea structurii etnice a populației satului între anii 1890- 1992:
| An   | Total loc. | Români | Maghiari | Germani | Evrei | Rromi | Ucrainieni | Slovaci | Alte etnii |
| ---- | ---------- | ------ | -------- | ------- | ----- | ----- | ---------- | ------- | ---------- |
| 1890 | 971        | 935    | 10       | 17      |       |       |            |         | 9          |
| 1900 | 1.077      | 1.017  | 10       | 26      |       |       |            |         | 24         |
| 1910 | 1.228      | 1.192  | 36       |         |       |       |            |         |            |
| 1920 | 1.135      | 1.116  |          |         | 19    |       |            |         |            |
| 1930 | 1.291      | 1.271  |          |         | 10    | 10    |            |         |            |
| 1941 | 1.420      | 1.369  | 2        |         | 12    | 23    | 1          | 13      |            |
| 1966 | 1.234      | 1.234  |          |         |       |       |            |         |            |
| 1977 | 1.070      | 1.070  |          |         |       |       |            |         |            |
| 1992 | 594        | 566    |          |         |       | 28    |            |         |            |

Populația totală a așezării la recensământul din 1992 număra 594 locuitori, din care 566 erau români și 28 rromi. Numărul locuitorilor este într-o accentuată scădere, astfel că s-a ajuns la înjumătățirea populației față de cea existentă la recensământul din anul 1966.

## Economie
Economia așezării este una predominant agricolă, bazată pe cultura plantelor, creșterea animalelor, pomicultura precum și pe comerțul cu produse agricole, captarea și îmbutelierea apei de izvor.
Fiind o zonă bogată în livezi de pruni, aici se produce băutura tradițională "pălinca de prune", specifică zonei.

## Biserica
Pe teritoriul nord-vestic al satului (la intrare dinspre Boian, pe partea dreaptă), în zona cunoscută de localnici sub numele de Scurta, se afla o mică bisericuță de lemn care a dăinuit până în anul 1933. Aceasta a fost ridicată de către prieni în anul 1750, la inițiativa preotului Popa Luca. Lăcașul de rugăciune este descris ca fiind unul modest, de dimensiuni reduse, cu altar, naos și pronaos. În anul 1933 biserica de lemn din satul Pria a fost demolată, urmând ca între anii 1930-1936 să se construiască actuala biserică de zid. Biserica nouă poartă hramul „Sfinților Apostoli Petru și Pavel”.

## Școala
Primele înscrisuri despre învățământul din satul Pria apar în publicația „Școala Noastră” (revistă pedagogică-culturală), organ oficial al revizoratului școlar, al comitetului școlar județean și al asociației învățătorilor din județul Sălaj. În numărul 7 al revistei (din 1 aprilie 1928), învățătorul Ioan Radu publică Monografia școalei din Pria; astfel, aflăm că primele forme de învățământ s-au desfășurat pe lângă biserică, în jurul anului 1848, atunci când, la stăruința preotului, fratele acestuia este numit dascăl. Acesta, timp de un an, îi va învăța pe copii rugăciuni și cântări bisericești, nu scrisul sau cititul. După un an de învățat în una din casele popii, sătenii construiesc prima școală, o clădire sărăcăcioasă ridicată din bârne de gorun și acoperită cu scândură. Următorul dascăl, Badea Petre, adus din satul Tusa, este cel care îi va învăța pe copii să scrie cu litere chirilice. După încă un an pleacă și Badea Petre. Îi urmează învățătorul Rada, un dascăl din Stârciu. Perioade întregi satul rămâne fără învățător. Este adus un nou dascăl, Chita, de la Năsăud. Acesta, pe lângă cele învățate de copii până acum, le va preda noi materii, printre care: aritmetica, geografia, dar și altoitul, un procedeu tehnic folosit în pomicultură. Lui Chita i-a urmat dascălul Ilie Ghilea, primul învățător cu diplomă și singurul care a stat cea mai lungă perioadă de timp, până în anul 1917, anul următor trecând la cele veșnice. Timp de un an școala este păstorită de un suplinitor (un anume Matei), apoi de învățătorul Paul Pușcaș, iar din 1924 de Maria Ciurdărean și Ioan Radu (învățător și director)

## Tradiții

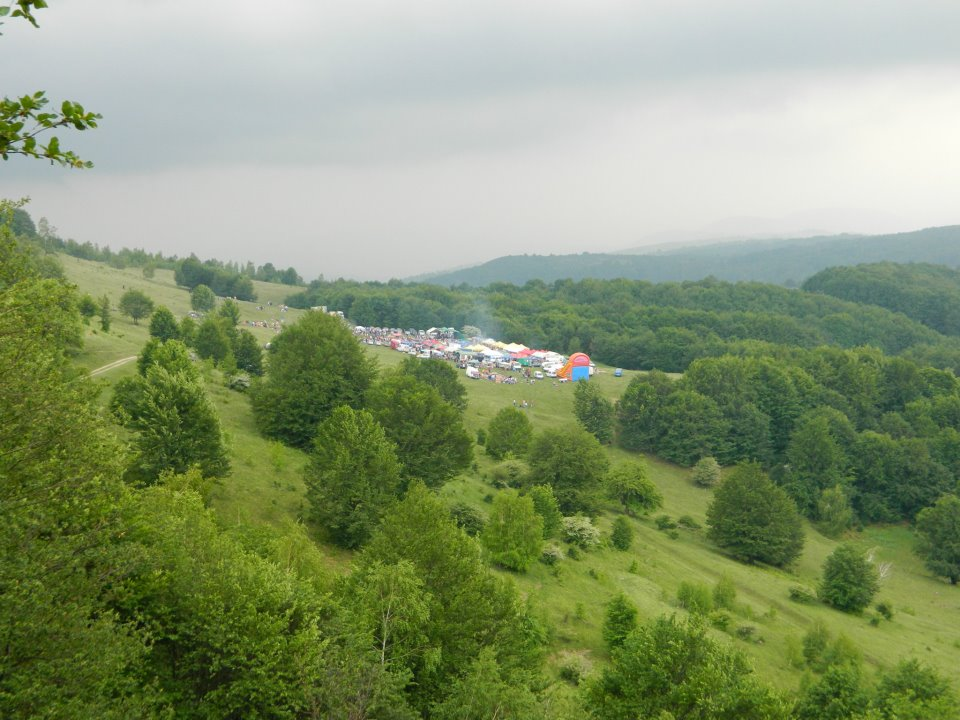
Măsurişul Oilor în Măgura Priei

În Măgura Priei (996 m.), vârful cel mai înalt al Munților Meseșului, în hotarul satului, în apropierea drumului județean 108G Cizer - Vânători, în locul numit "Purcăreață", se ține în fiecare an în a doua duminică a lunii mai, tradiționala serbare câmpenească Măsurișul Oilor, manifestare culturală cu implicații adâncii în viața socială a locuitorilor acestor meleaguri. Ca serbare câmpenească, Măsurișul a început în anul 1967, idee a regretatului fiu al satului Ioan Sonea, de a transforma obiceiul împreunișului oilor într-o adevărată sărbătoare.
Acest obicei pastoral are loc primăvara, atunci când oile sunt separate de miei. Măsurișul a devenit astăzi o manifestare de mare amploare, ce îmbină folclorul muzical-coregrafic cu tradiția într-un cadru natural de excepție.

## Toponimie
Toponimele sunt legate de: 
- Diminutivele ce evidențiază, în primul rând, graiul localnicilor: Brăduleț, Iertaș, Pă Vale, Scurta, Strâmba,
- Poreclele și numele unor foști locuitori ai satului: La Văsica, La Vilești, La Bindea, La Hăbrești, La Băicănești, La Perneu, La Bușulindra, La Sonioaie,  La Indreoi, La Ciulu, La Dobanea, La Șaitor, La Budurea, La Tureac, La Tomicoi.
- Numele unor foști proprietari de terenuri: Dâmbu Gaidoș, Dâmbu Farcaș, Groapa Gaghi, Dealu Iuli, Dealu Cozmii, Groapa Perneu
- Pâraiele ce străbat așezarea: Părău Coltăului, Părău Urzâcarului, Părău Uăni, Părău Cărâmbașului, Părău Brădulețului, Părău Fânațelor, Părău Țâcârlăului.
- Culmile Măgurii Priei: Urzâcar, Băiasă, Gribăn, Măgurice, Su' Margine, Picior, La Baie, La Valauă, La Cioroi, Coltău, Purcăreață (locul de desfășurare a Măsurișului), Su' Izvoară, Culme, Iclejia Popi, La Mormânt, Brădet, Osoi, Tăușoare, Vițălar, Capu Văii, Su' Coaste, Arsură, Taină, Rânșor, Pietricel, Grui, Țâcârlău.
- Numele unor foști localnici pe a căror terenuri se găsesc izvoarele unor fântâni: Fântâna Ioani-Niculai, Fântâna Drenului, Făntâna Hașului, Fântâna Petri Floarii, Fântâna Băicănești, Fântâna Uănii, Fântâna Toderi Bindii.

- Alte locuri din hotarul satului:  La Răstănire, Zugău,  Groapa Muierii, Râpa Albă, La Hudrea, Su' Râpă, Carpini, Pusta, Berc, Spinii Hașului, Dealu Jocului, După Vii, Săcătură, Cărbunar, Prilog, Oltouani, Râtu Lung, Râtu Cailor.

## Portul tradițional țărănesc

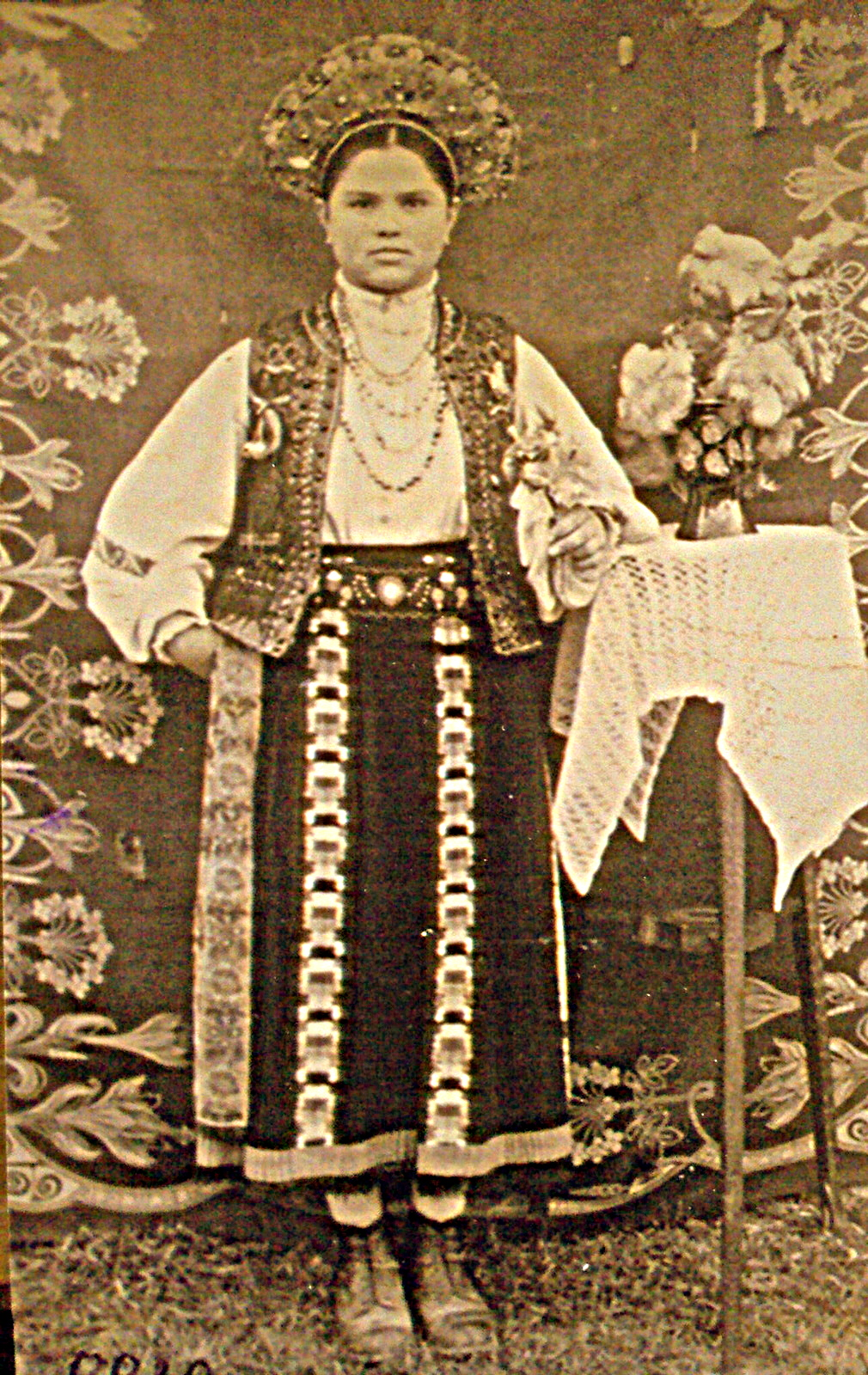
Port popular tradiţional de fată (Florica F. 1953)

Costumele populare, țesăturile, culorile, broderiile sunt asemănătore cu cele din întreaga zonă a Meseșului dar și cu cele din apropiere, cum ar fi: Bistrița Clujul, Bihorul ori Maramureșul.
Portul popular femeiesc este format dintr-un spăcel (ie) din pânză albă de cânepă, cu mâneci largi cu broderie înflorată sau cu aplicații ornamentale și manșetă lată cu broderie. Peste spăcel se purta un pieptar  confecționat din blană de miel cu diverse modele populare în culori diferite, iar vara se purta un laibăr (vestă) cu aplicații de ornamente florale și geometrice din piele de oaie. Poalele (fusta) erau făcute din pânză de cânepă cu o bordură din broderie aplicată în partea de jos. Peste poale, în partea din față se purta o zadie (șorț) de lână, de obicei de culoare roșie ori albastră, încrețită în partea de sus, cu panglici cusute în partea de jos, iar în părțile laterale sunt brodate sau cusute două prime (panglici) cu ornamente florale în culori vii. În jurul gâtului se purtau de la unu la câteva rânduri de mărgele sau stoli , iar pe cap cunună (coroniță). În perioada iernii se purta suman sur (gri) făcut din lână de oaie, ornamentat la încheieturi cu prime subțiri de postav de culori diferite. Încălțămintea era alcătuită din cizme sau ghete din piele neagră, purtate la sărbători, iar în zilele de lucru se purtau opinci. La portul femeilor mai în vârstă culorile erau alb și negru.
Portul bărbătesc este alcătuit dintr-o chimeșe (cămașă), de obicei purtată peste pantalon, din pânză albă de cânepă cu guler strâns la gât, mâneci largi cu manșetă și broderie de culoare albă, albastră sau galbenă. Peste chimeșe se purta un laibăr (vestă) de lână sură (gri). Cioarecii (pantalonii) erau de culoare albă, din pânză de cânepă, sau suri, din lână. În picioare se purtau cizme sau bocanci din piele neagră (la sărbători) și opinci în zilele lucrătoare. În perioada anului când vremea era călduroasă, pe cap se purta clop (pălărie) de paie sau postav, iar în timpul iernii, cușmă (căciulă) neagră sau sură, din blană de miel.

### Portul popular în imagini de arhivă

Familie de prieni (Ioan şi Floarea N - 1940)
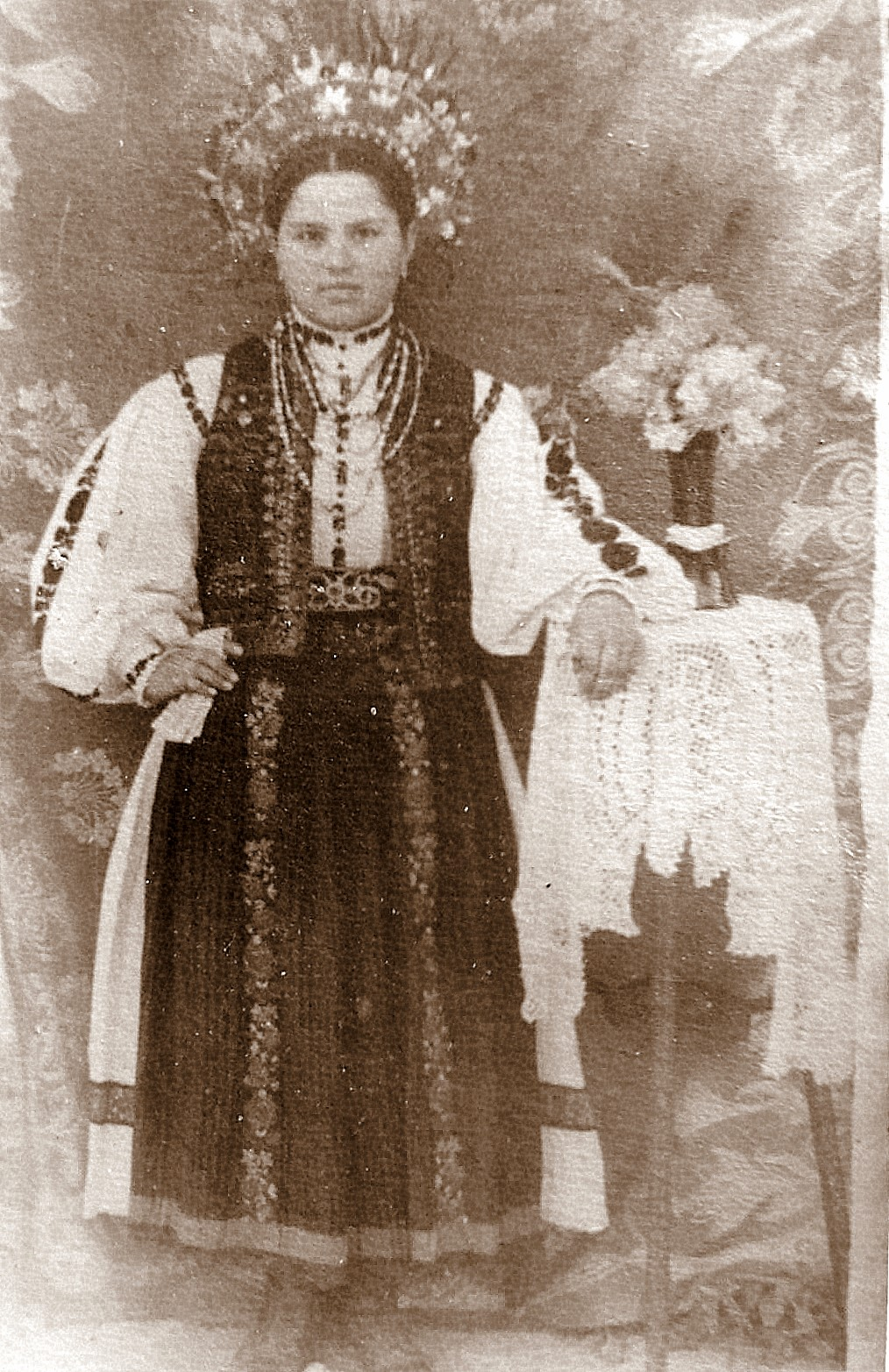
Fată în port popular (1953)
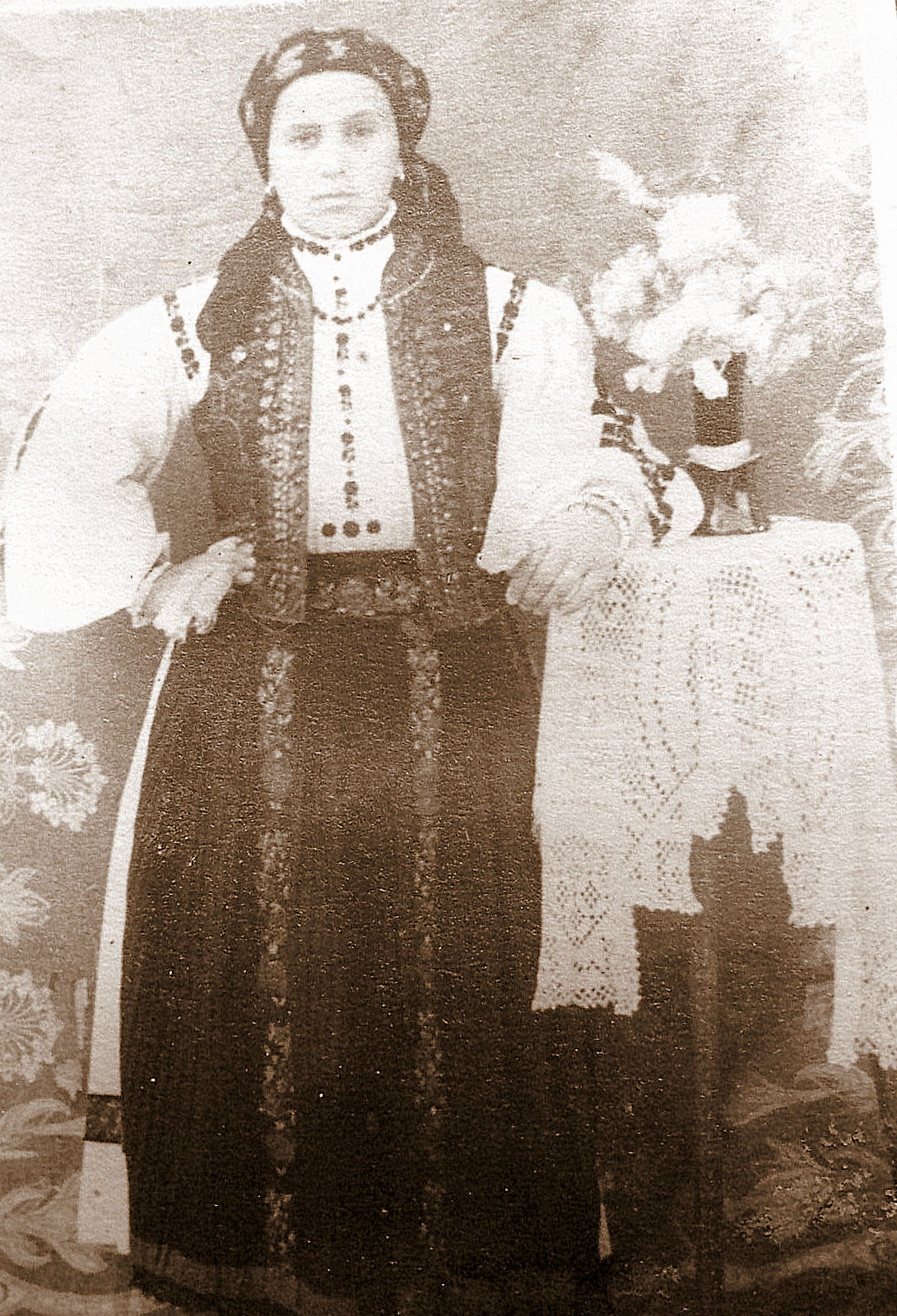
Port popular de fată (1953)
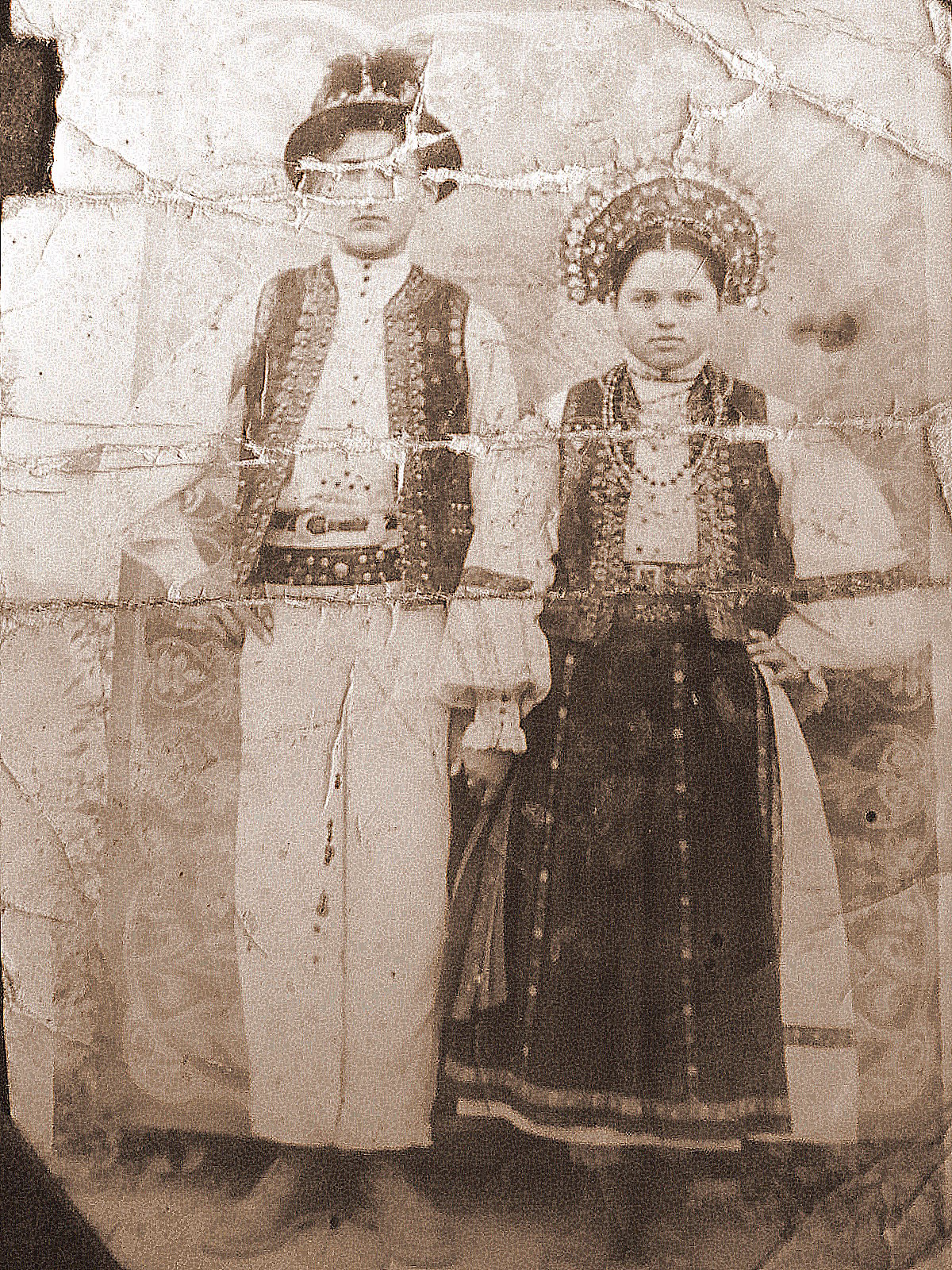
Port popular tradiţional de fecior şi fată (1953)
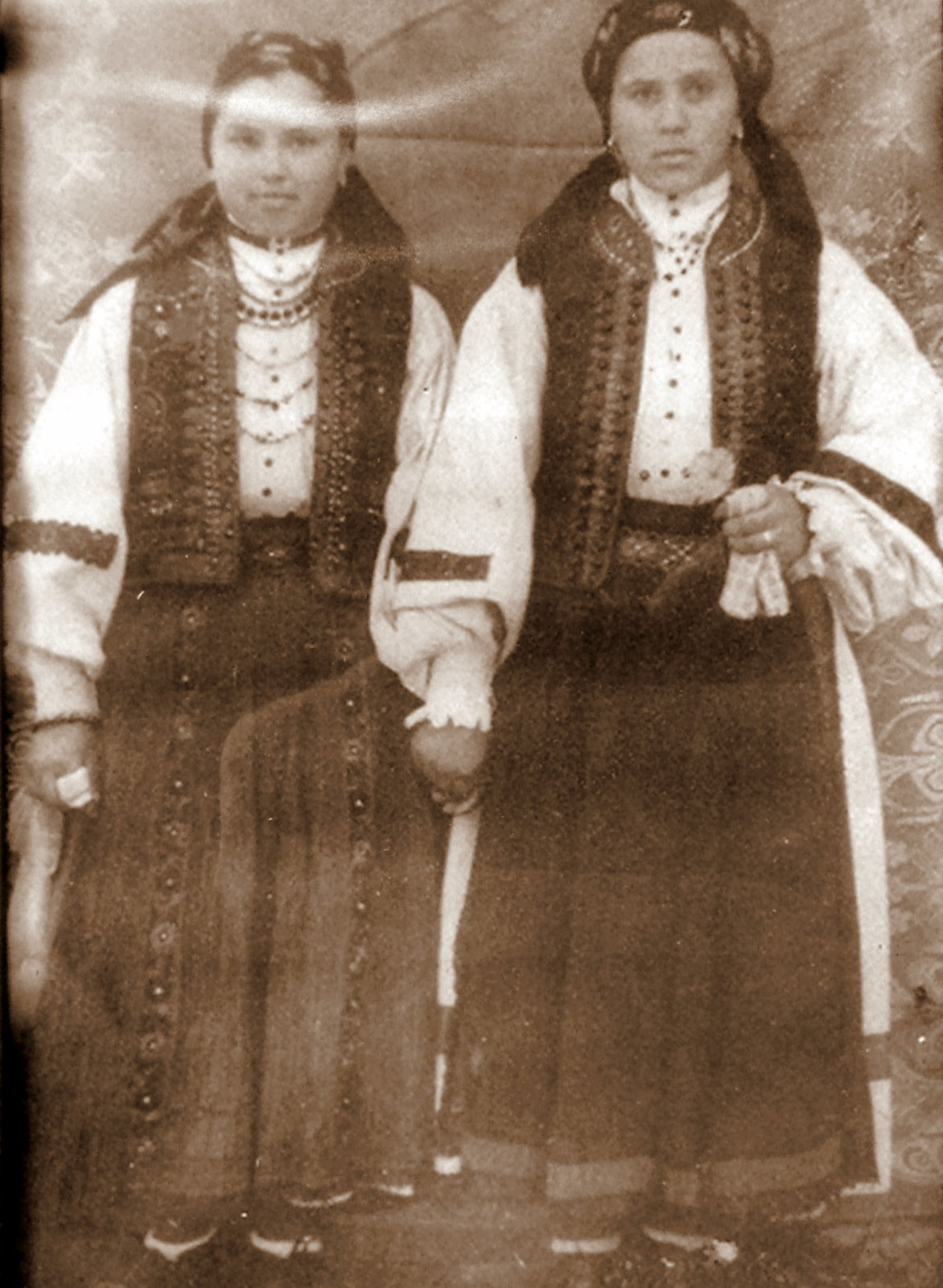
Prience în costume populare (Surorile Maria şi Florica N)
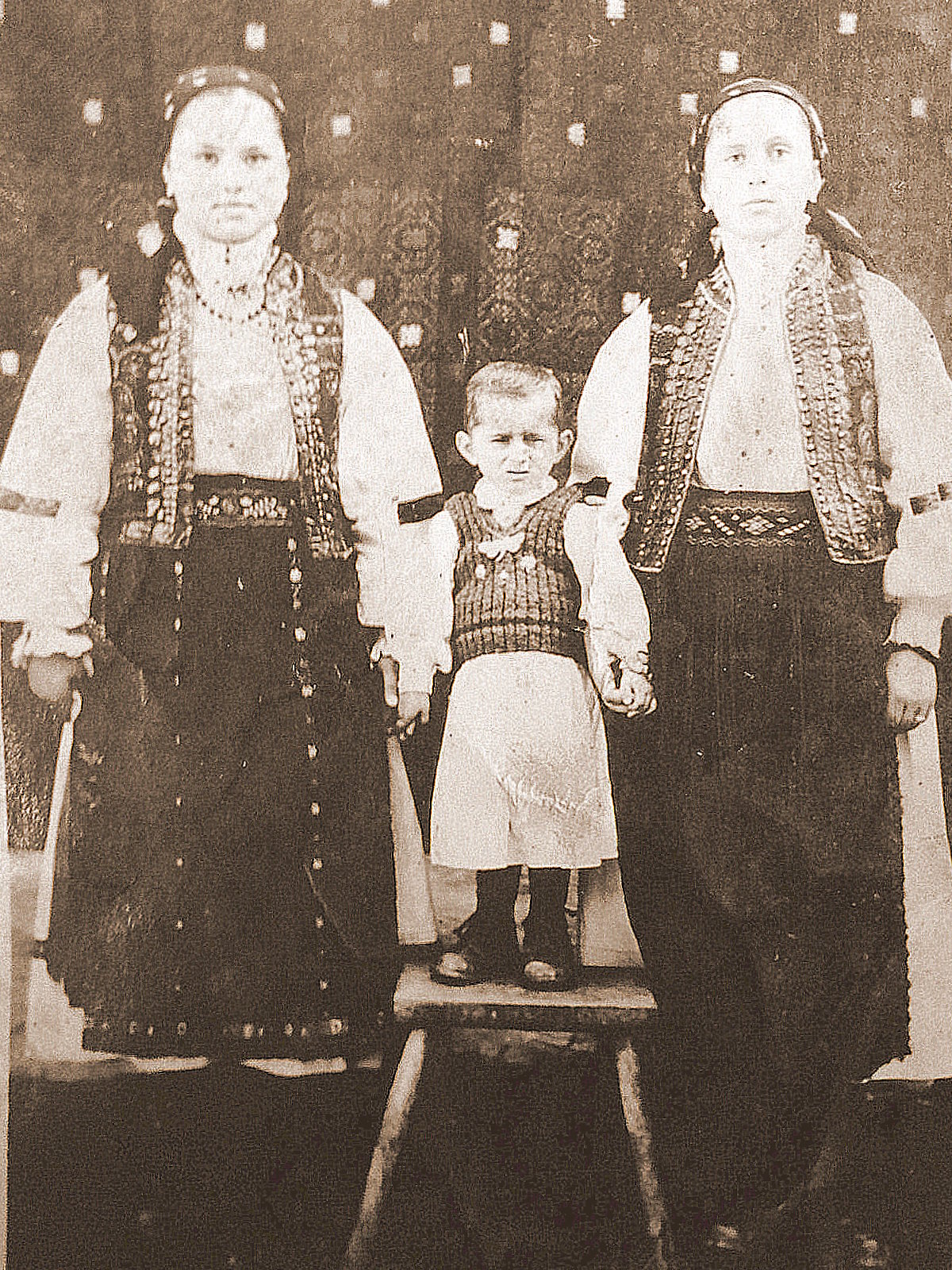
Port popular din satul Pria (1955)
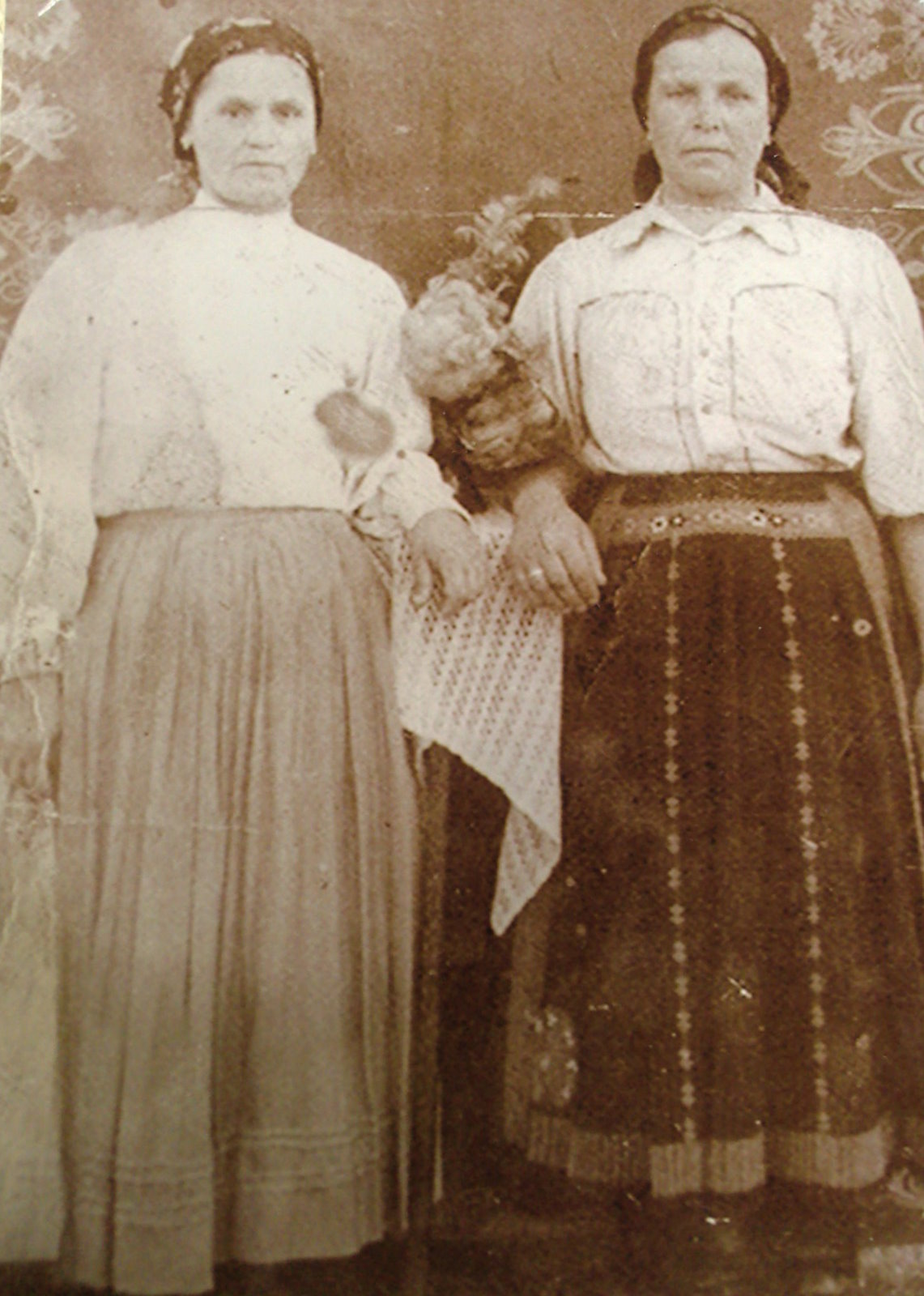
Prience (1940)
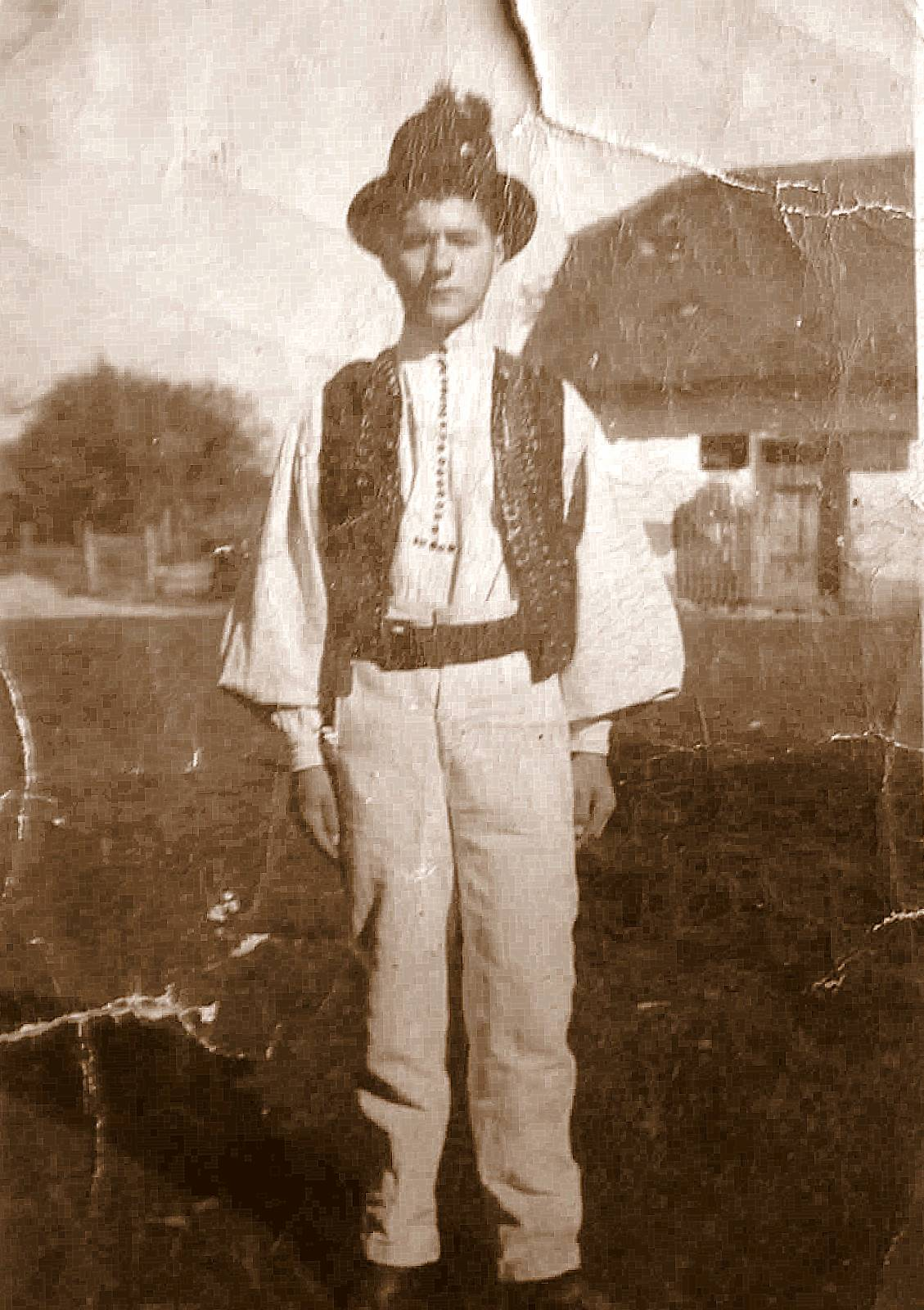
Fecior în costum popular (Pavel B - 1943)
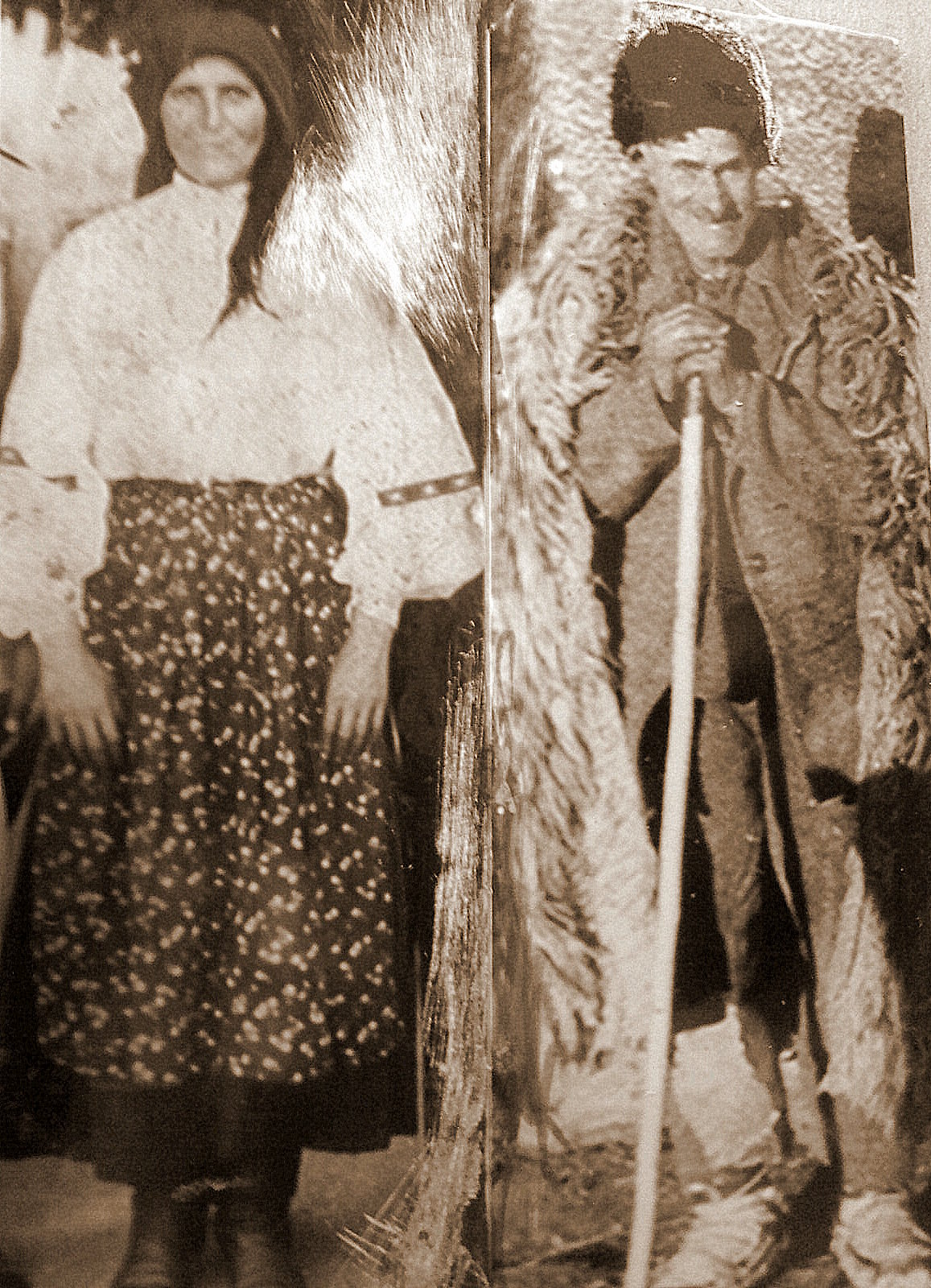
Ţărani din satul Pria (1935)

## Atracții turistice
- Biserica ortodoxă "Sfinții Apostoli Petru și Pavel" (inițial greco-catolică) a fost construită între anii 1930 - 1936, cu ajutorul localnicilor, de către meșterul Ioan Așok din localitarea Marghita. De-a lungul timpului, slujitorii bisericii au fost: Pop Gavril (1930-1936) și Stanciu Iosif (1936-1971), preoți greco-catolici; Baidoc Ioan (1972-1980), Chiș Nicolae (1980-1987) și Gudea Ștefan (din 1987),  preoți ortodocși[25].
- Monumentul Eroilor amplasat în curtea bisericii.

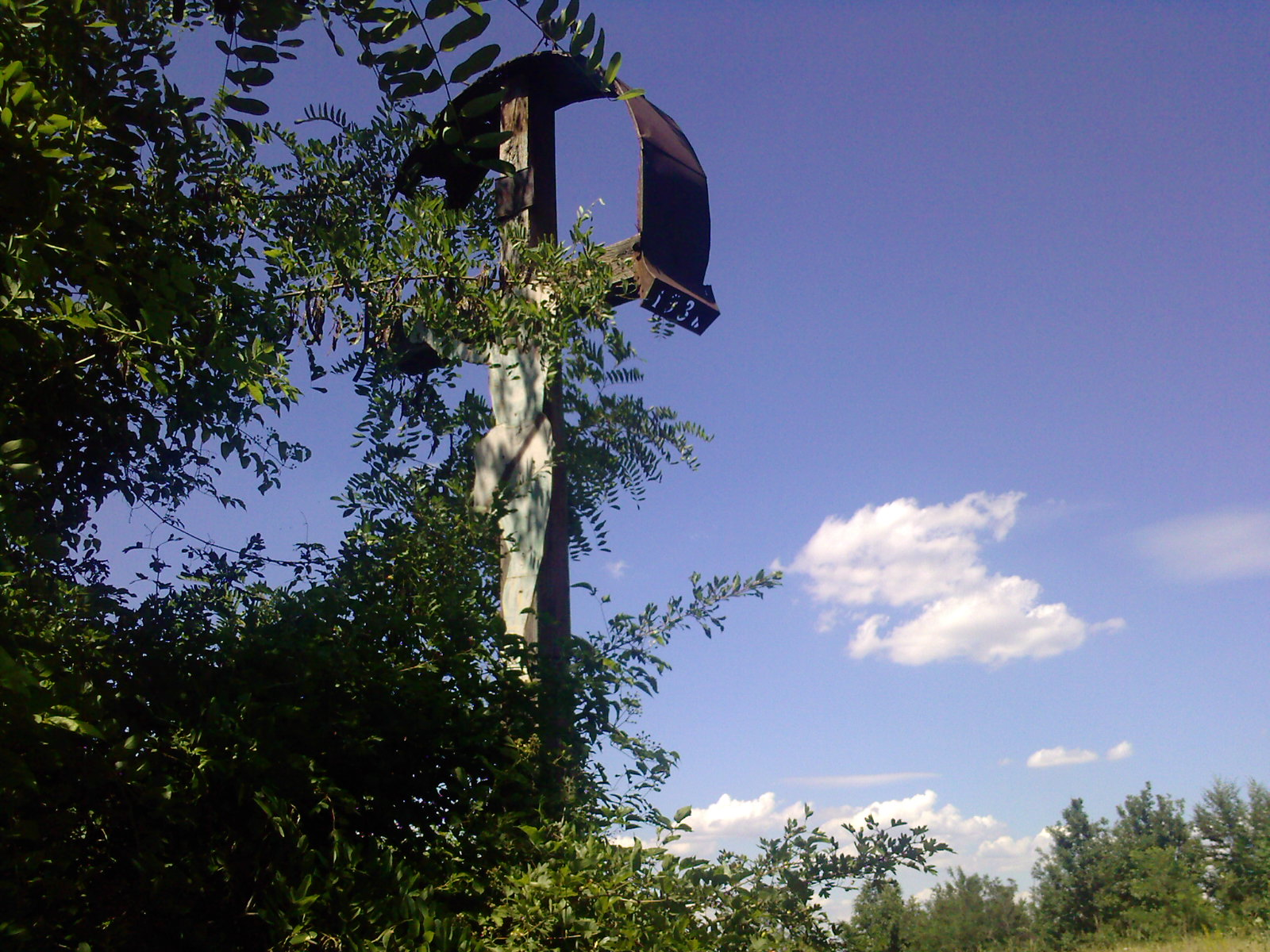
La Răstănire (Troiţa a fost construită în anul 1936 de către familia Petrișa și Ioan Farcaș și amplasată în locul numit "La Sonioaie", ulterior mutată la ieșirea din sat, în partea sudică, în locul numit "Zugău")

- Măgura Priei, masivul cel mai înalt al Meseșului, zonă deosebită pentru practicarea turismului de odihnă și recreere.
- Răstănirile (troițe) amplasate în diferite locuri, atât în sat cât și în hotar.
- Casa copilăriei sculptorului Victor Gaga.

Direcția Județeană pentru Cultură și Patrimoniu Național (DJCPN) Sălaj, propune (în data de 02 iunie 2011) ca pe Lista Monumentelor Istorice (LMI) a României, să figureze și casa sculptorului Victor Gaga, din satul Pria.
- Case tradițonale țărănești.

## Evenimente locale
- Hramul bisericii sărbătorit în fiecare an în ziua de "Sfinții Apostoli Petru și Pavel" (luna iunie).
- Zilele satului, în fiecare an, în luna iunie, primul eveniment având loc în 1981, odată cu aniversarea a 500 de ani de la prima atestare documentară a localității.
- Măsurișui Oilor sărbătoare pastorală ce are loc începând din 1976, în fiecare an, în a doua duminică a lunii mai.

## Personalități
- Vasile Marincaș (n. 1821 - d. 1893), preot în Pria, inițiatorul înființării în parohiile sălăjene a grânarelor bisericești și cel care lasă bisericii din sat suma de 500 florini pentru constituirea unui fond în vederea construirii unei biserici de piatră, iar 200 fl. pentru câteva persoane sărace.[27]
- Victor Gaga (n. 1930 în satul Periam, județul Timiș - d. 2003), sculptor  cu lucrări monumentale inspirate din istoria națională: Lupta lui Ștefan cel Mare cu turcii la Podul Înalt (1954), lucrare achiziționată de Muzeul Militar Național; Monumentul de la Guruslău (1976), lucrare de artă în omagiul lui Mihai Viteazul, amplasat în satul Guruslău, Sălaj; Fântâna Martirilor (1991) amplasată în municipiul Timișoara, precum și alte lucrări cum ar fi: Stâlpul casei (1965), Icoană (1971), Ladă de zestre (1977).

- Paul Gaga (tatăl sculptorului Victor Gaga), unul din cei 11 participanți la Marea Adunare Națională de la Alba Iulia, delegați de satul Pria.[28]
- Sergent Nicolae Gaidoș, comandantul Gărzii Naționale Române, Pria (înființată în anul 1919).

## Localități înfrățite

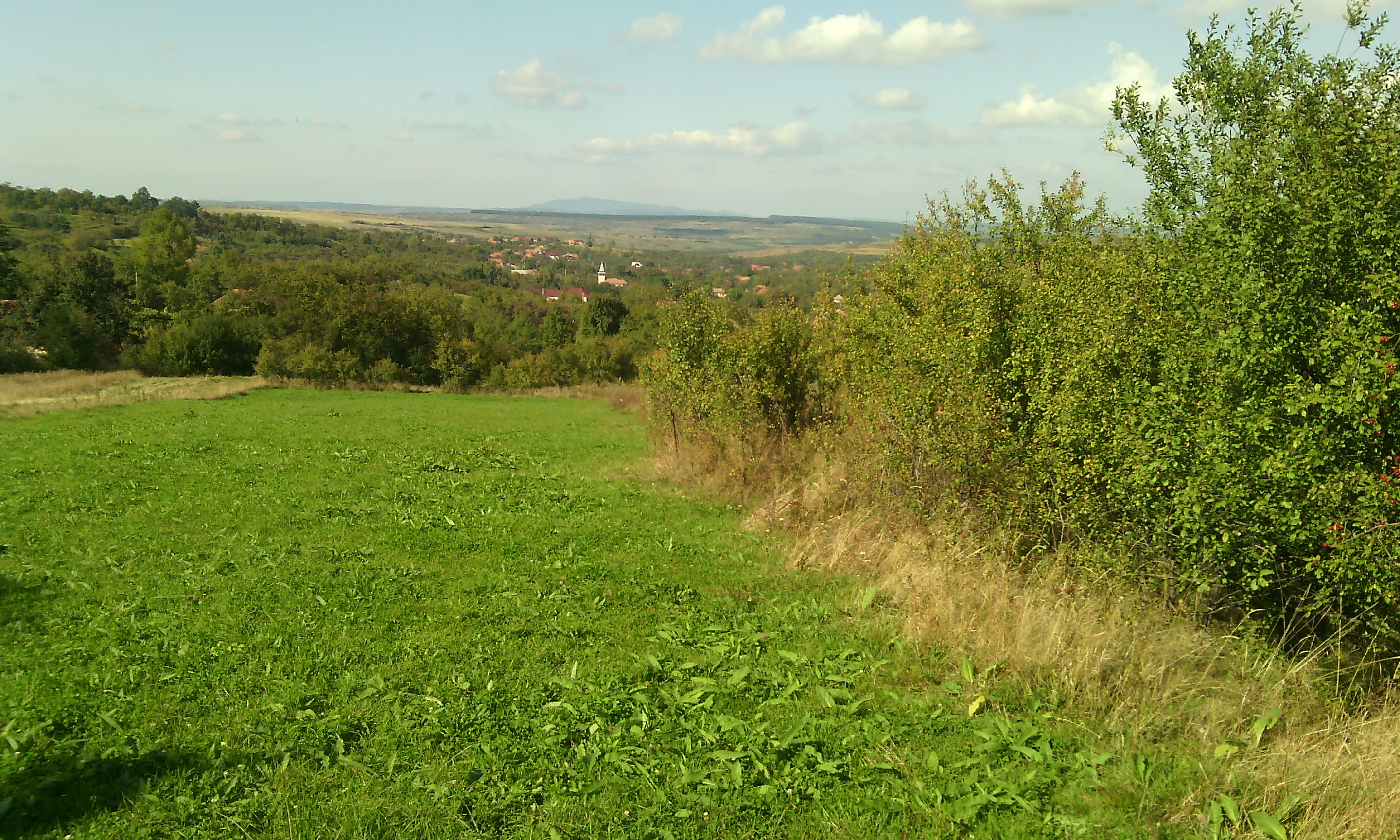
Vedere panoramică asupra satului Pria

- Crassier, Elveția

## Galerie foto

### Imagini actuale

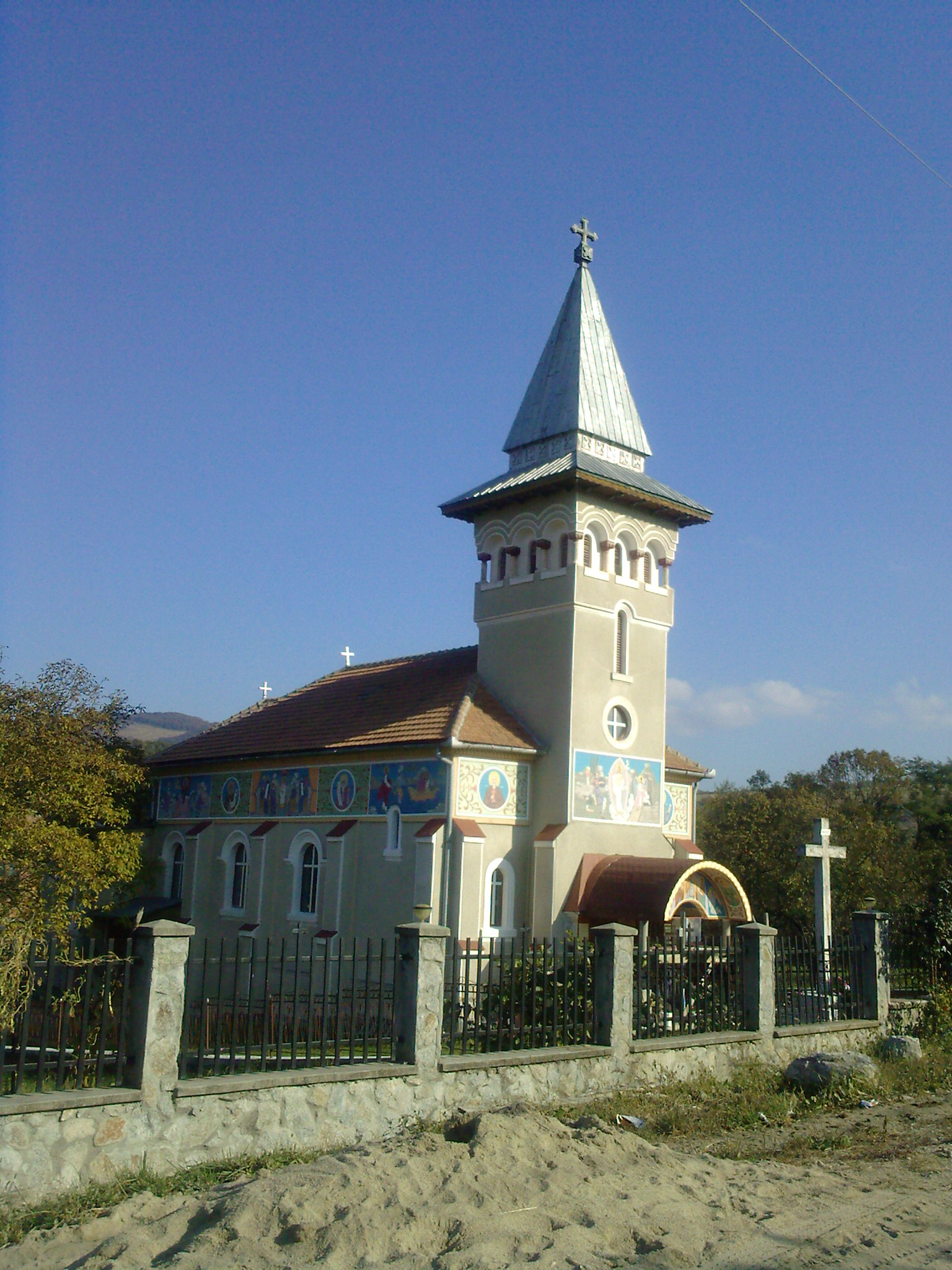
Biserica ortodoxă „Sfinţii Apostoli Petru şi Pavel”
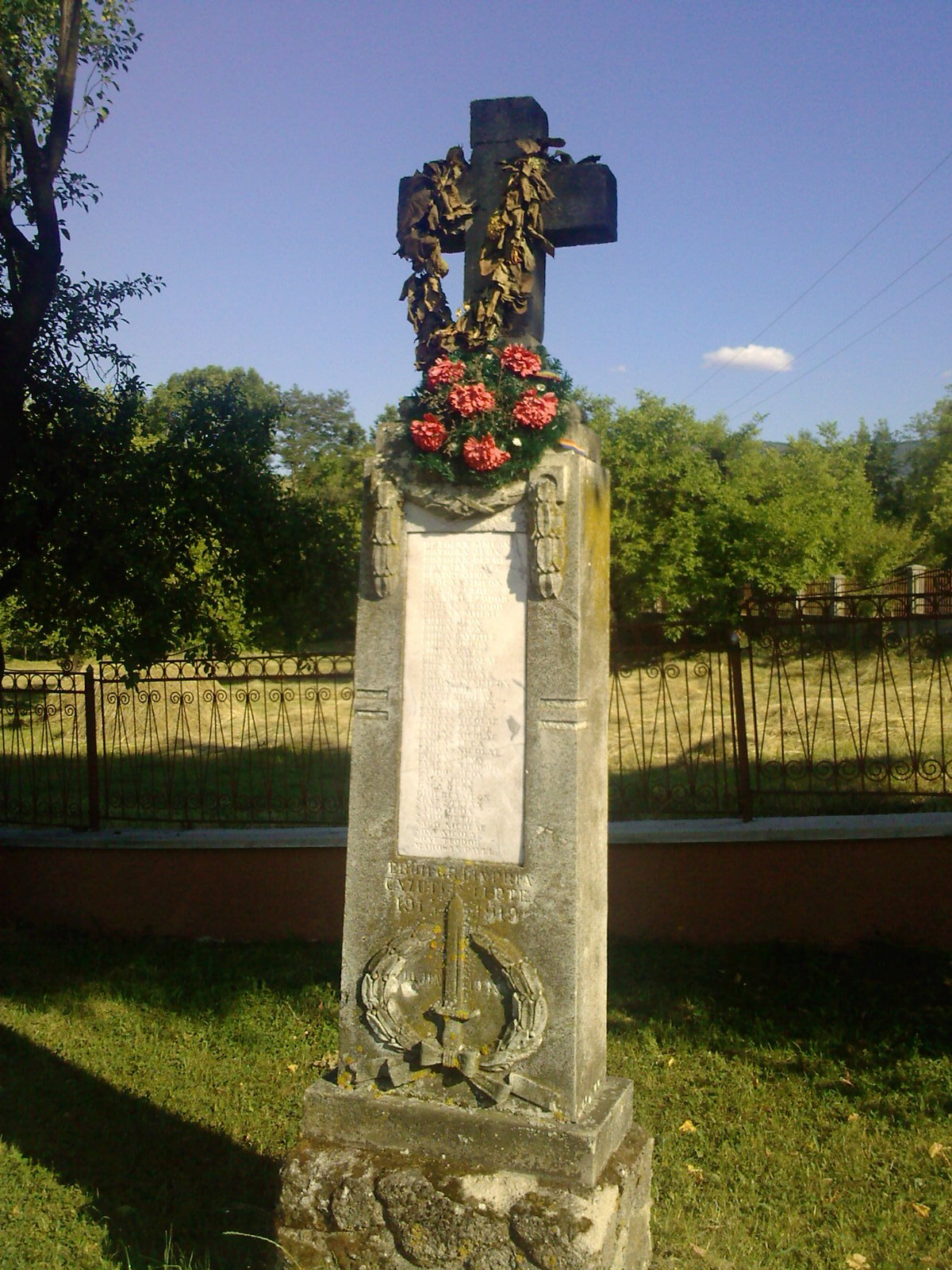
Monumentul Eroilor dedicat memoriei eroilor din satul Pria, căzuţi în luptele Primului Război Mondial
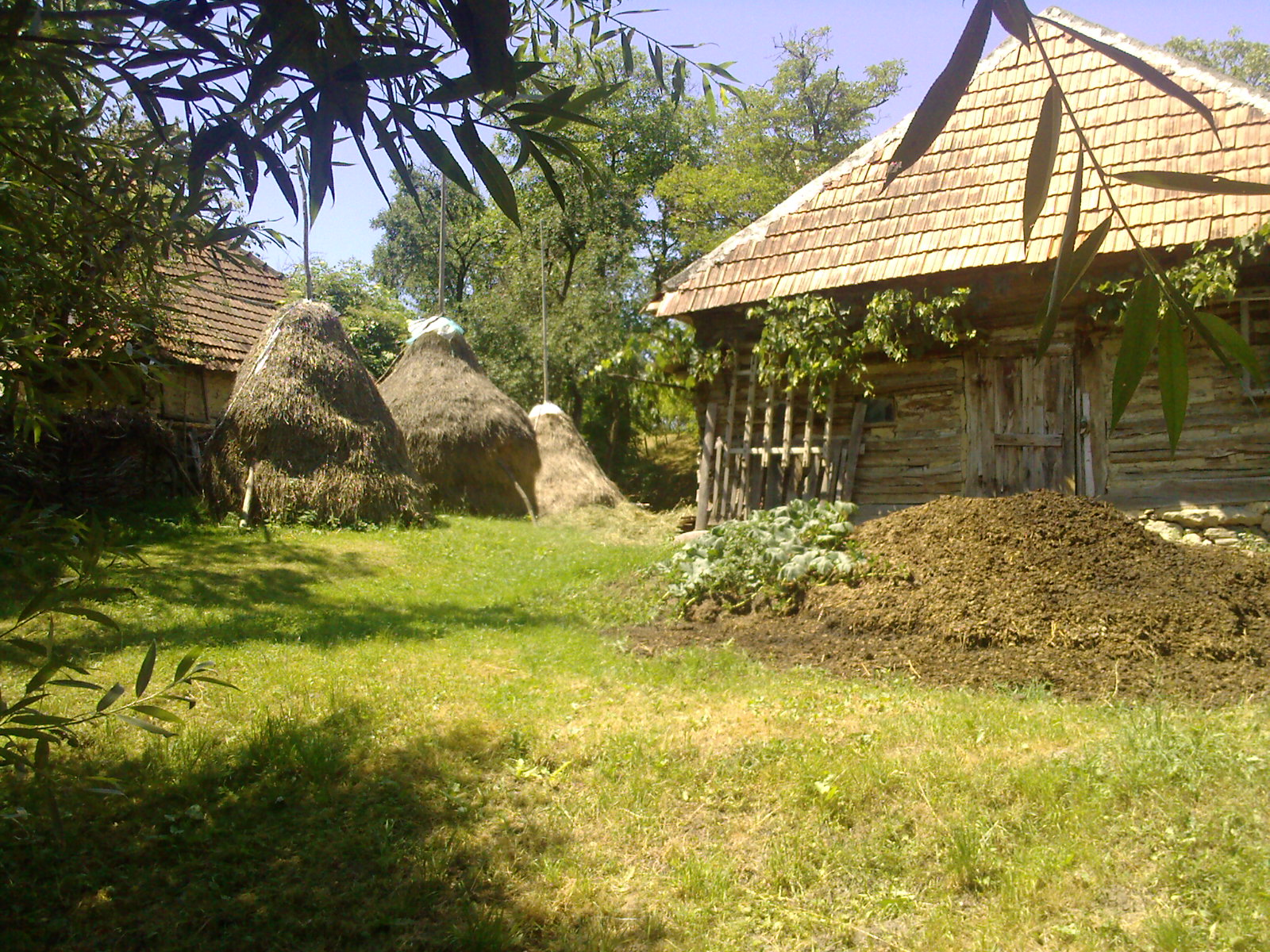
Gospodărie ţărănească (La Băicăneşti)
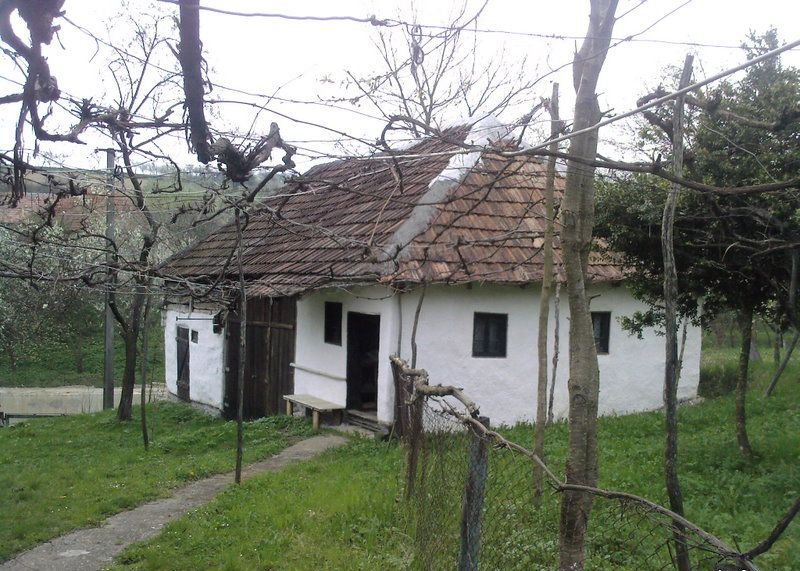
Anexa unei gospodării ţărăneşti, alcătiută din: şură, poiată şi grajd
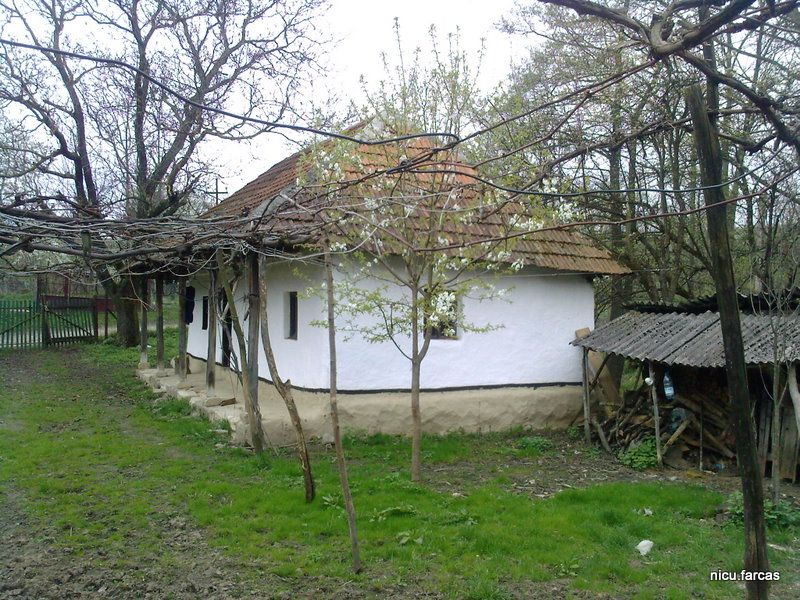
Casa Culii Drenului[29] construită în anul 1914
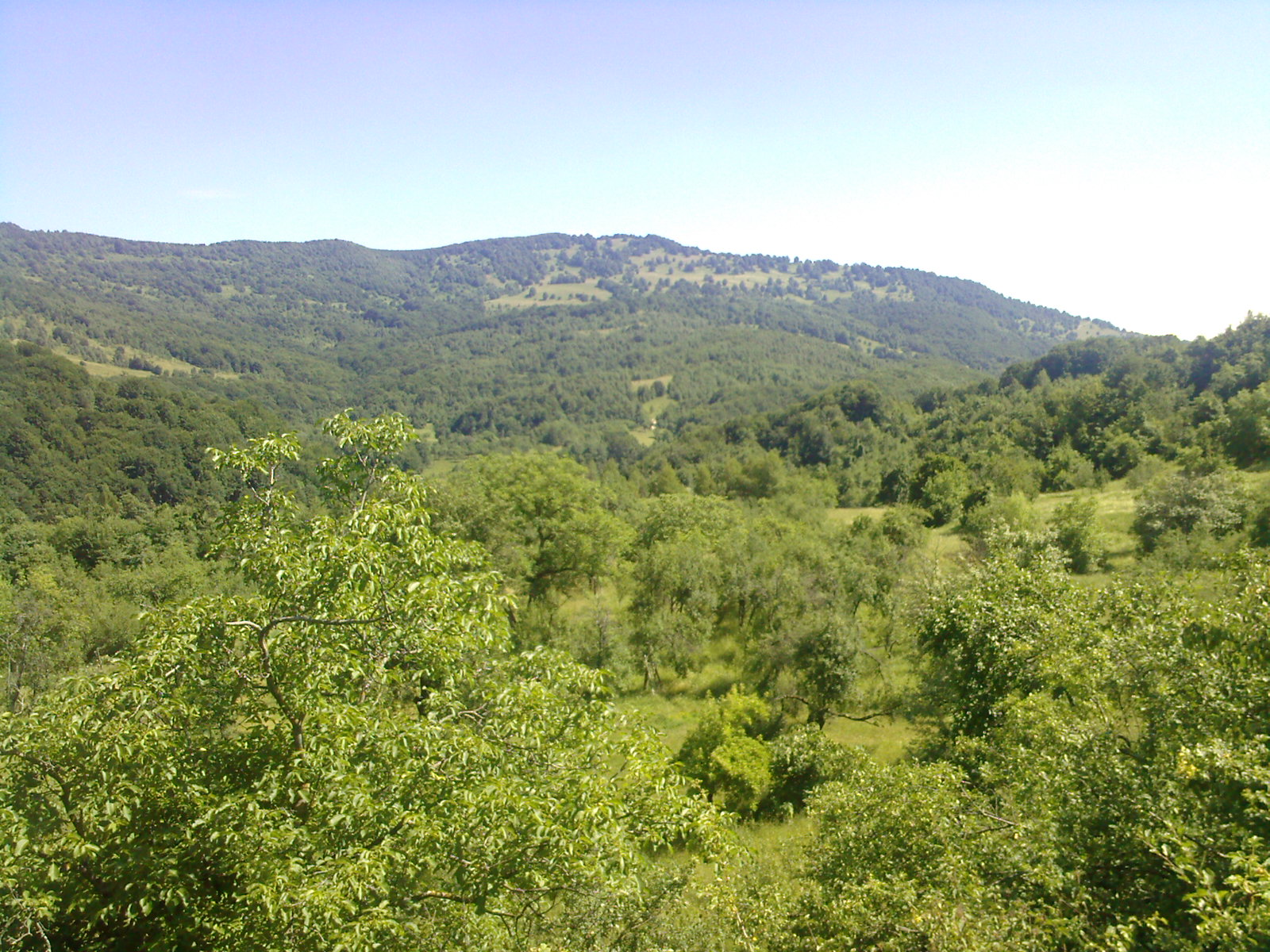
Măgura Priei văzută din Zugău
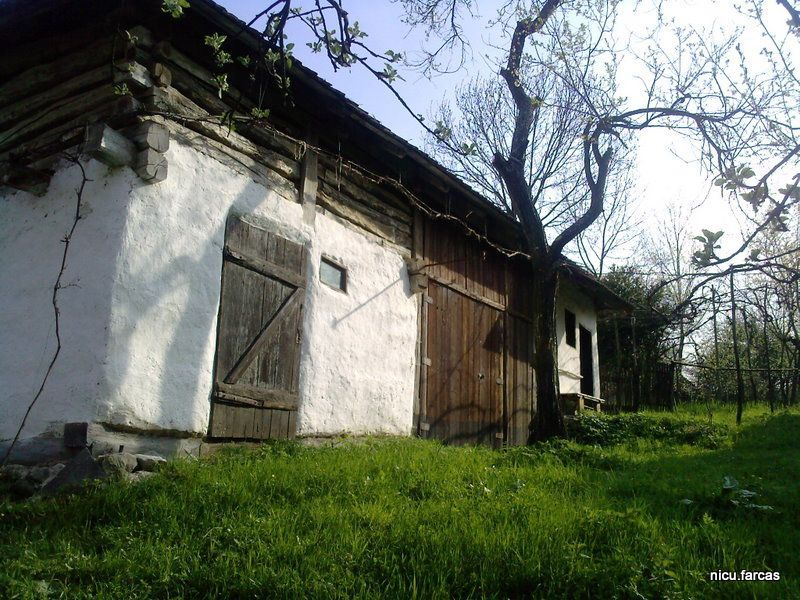
Anexă gospodărie (Poiată)
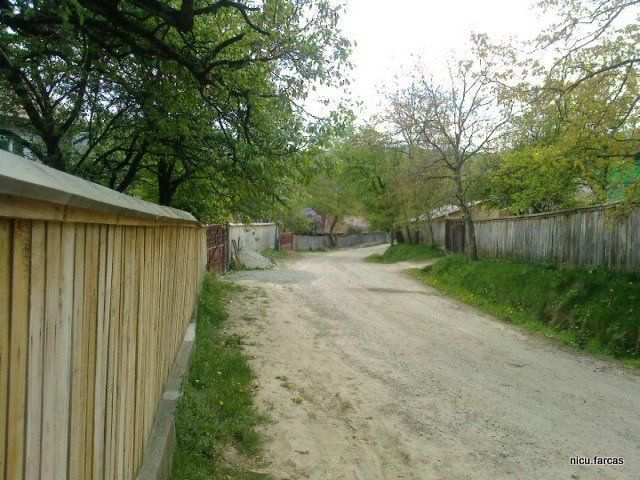
Uliţă în partea sudică a satului (În Iertaș)
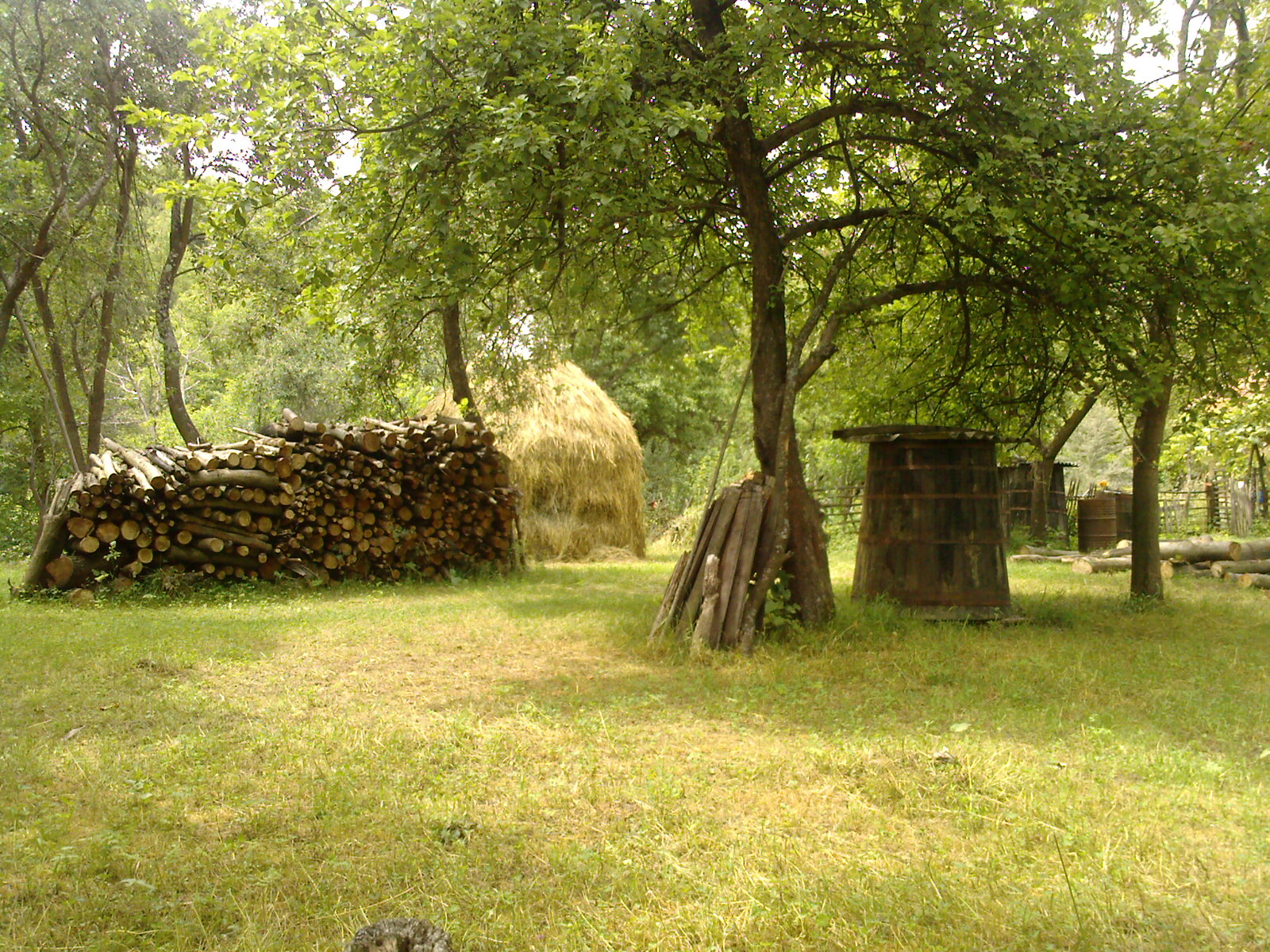
Grădină (La Petrea Vilii)
Prima recoltă
În ogradă
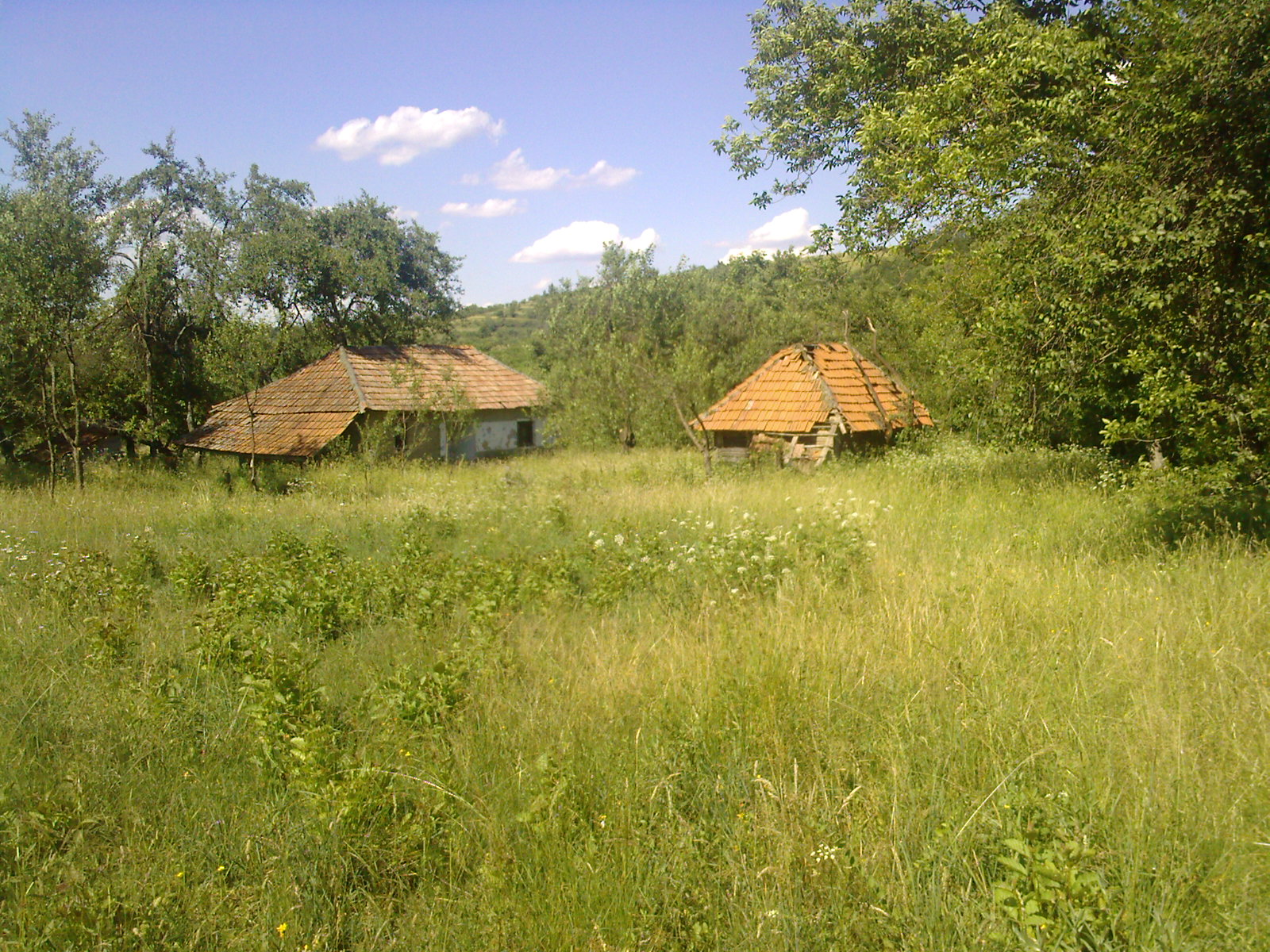
Casă, şură şi grădină (La Văsica)
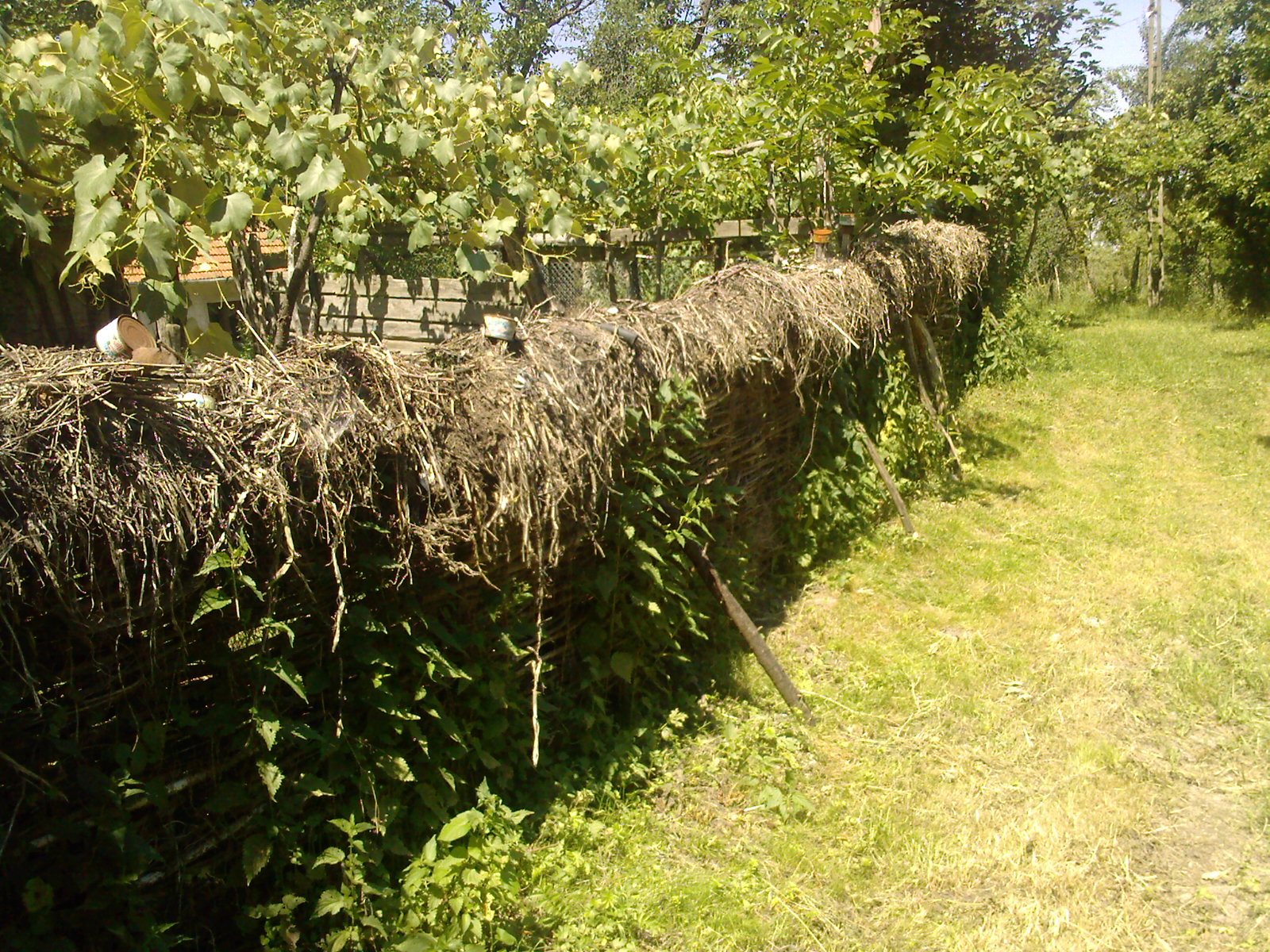
Gard de nuiele acoperit cu paie
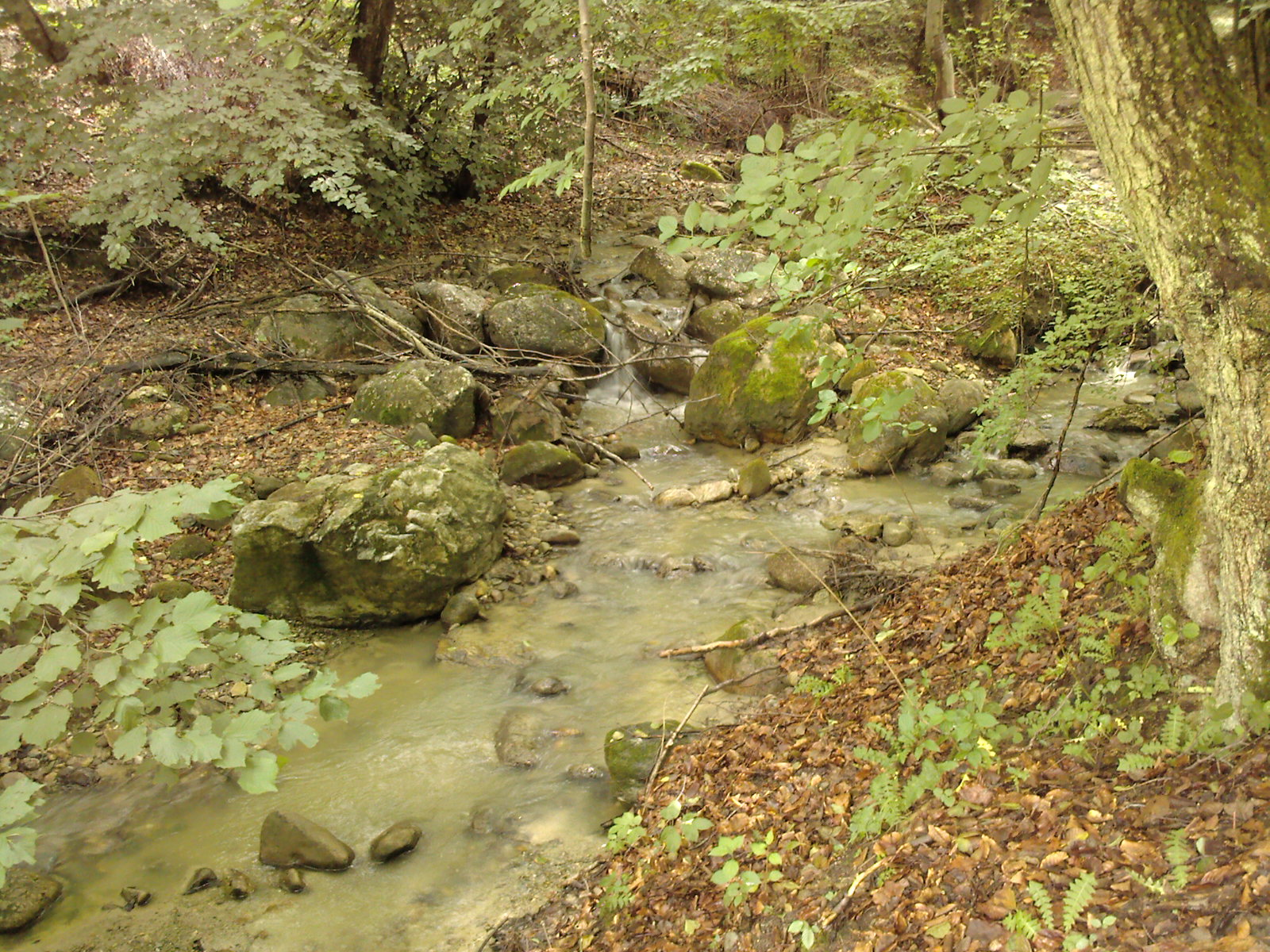
Părăul Coltăului
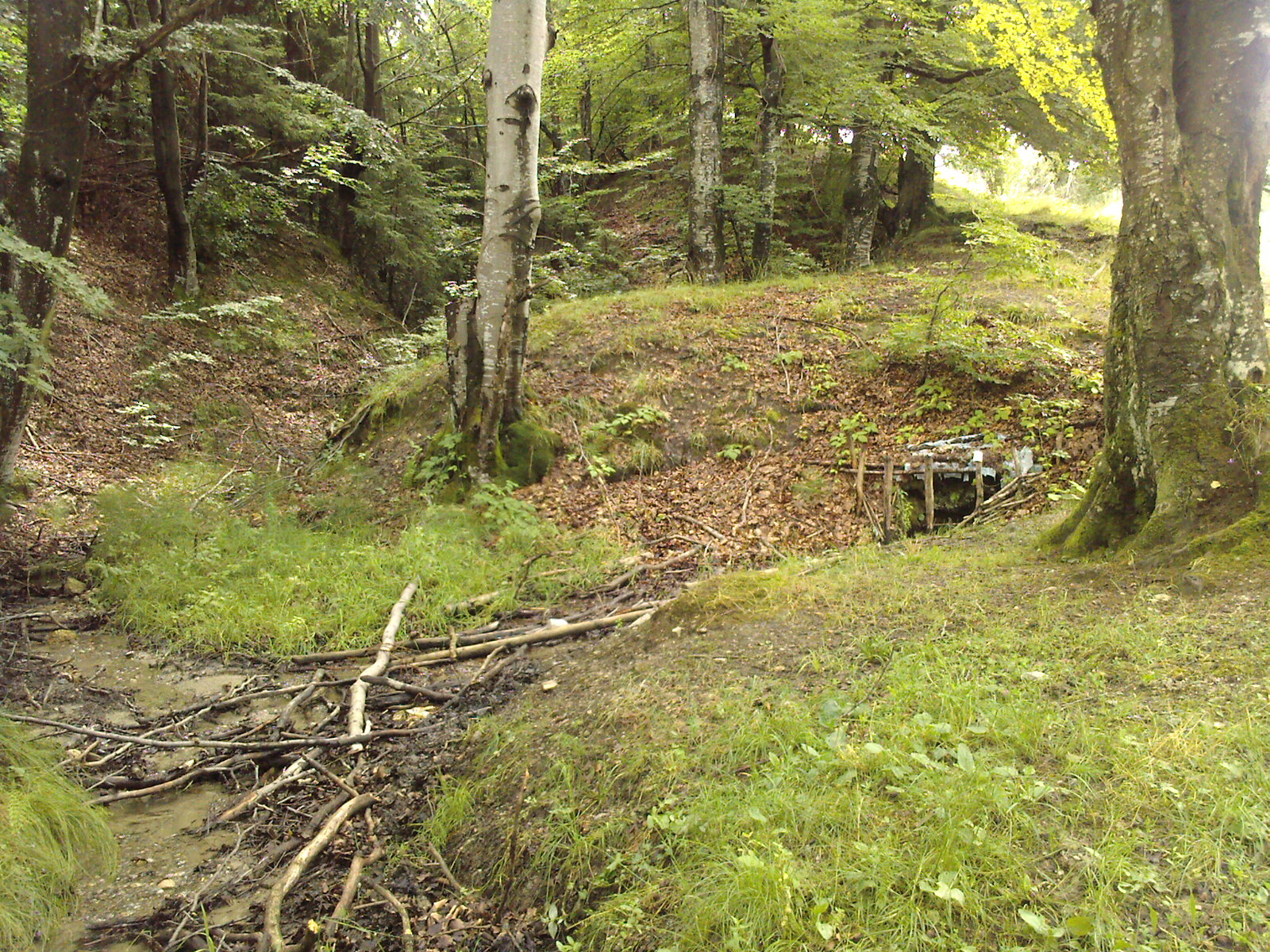
Fântâna Petri Floarii

### Hărți vechi

Pria în harta iosefină a Transilvaniei, 1769-1773
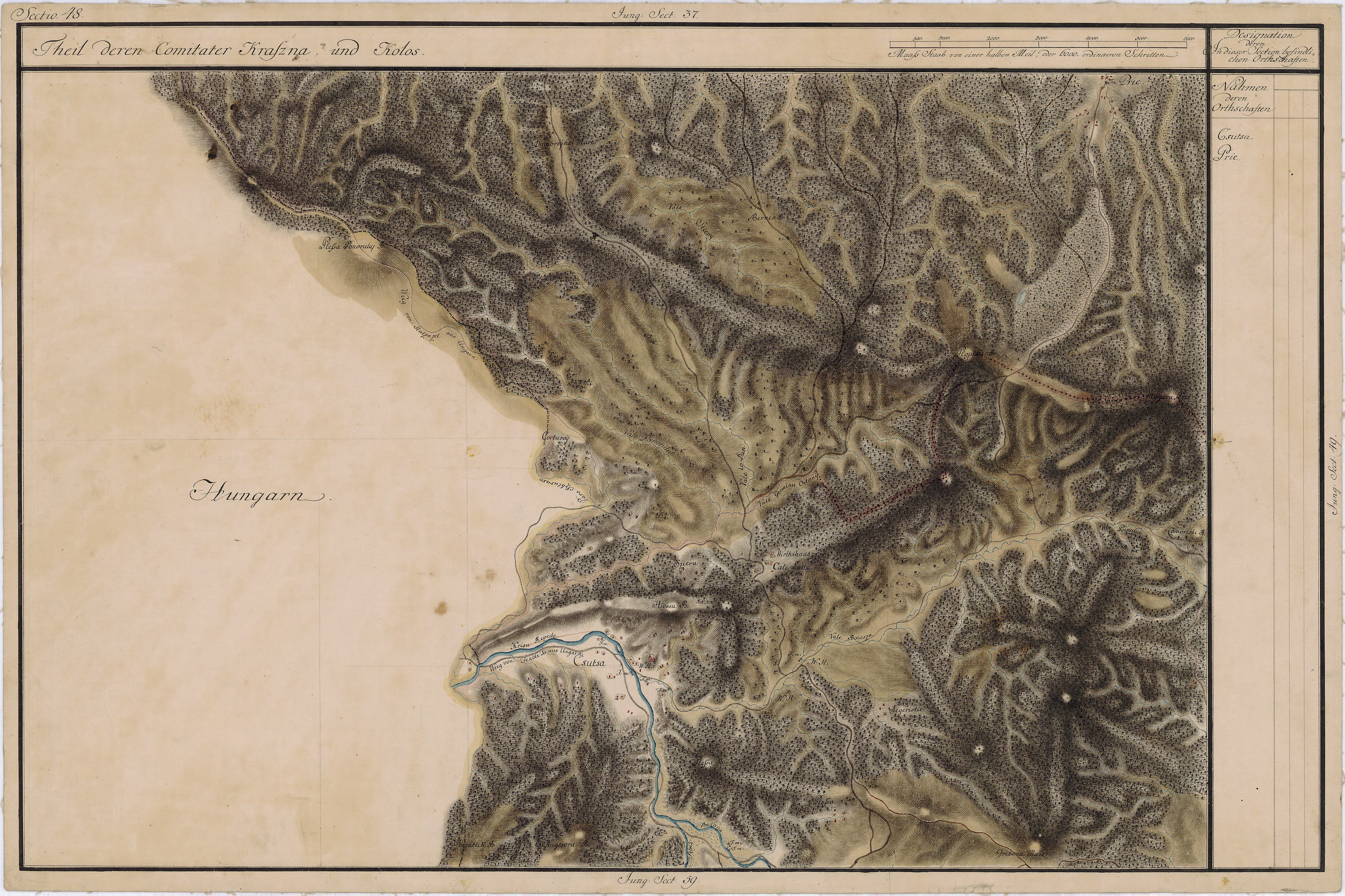
Pria în Harta Iosefină a Transilvaniei, 1769-73
Harta satelor de sub Meseș la 1894
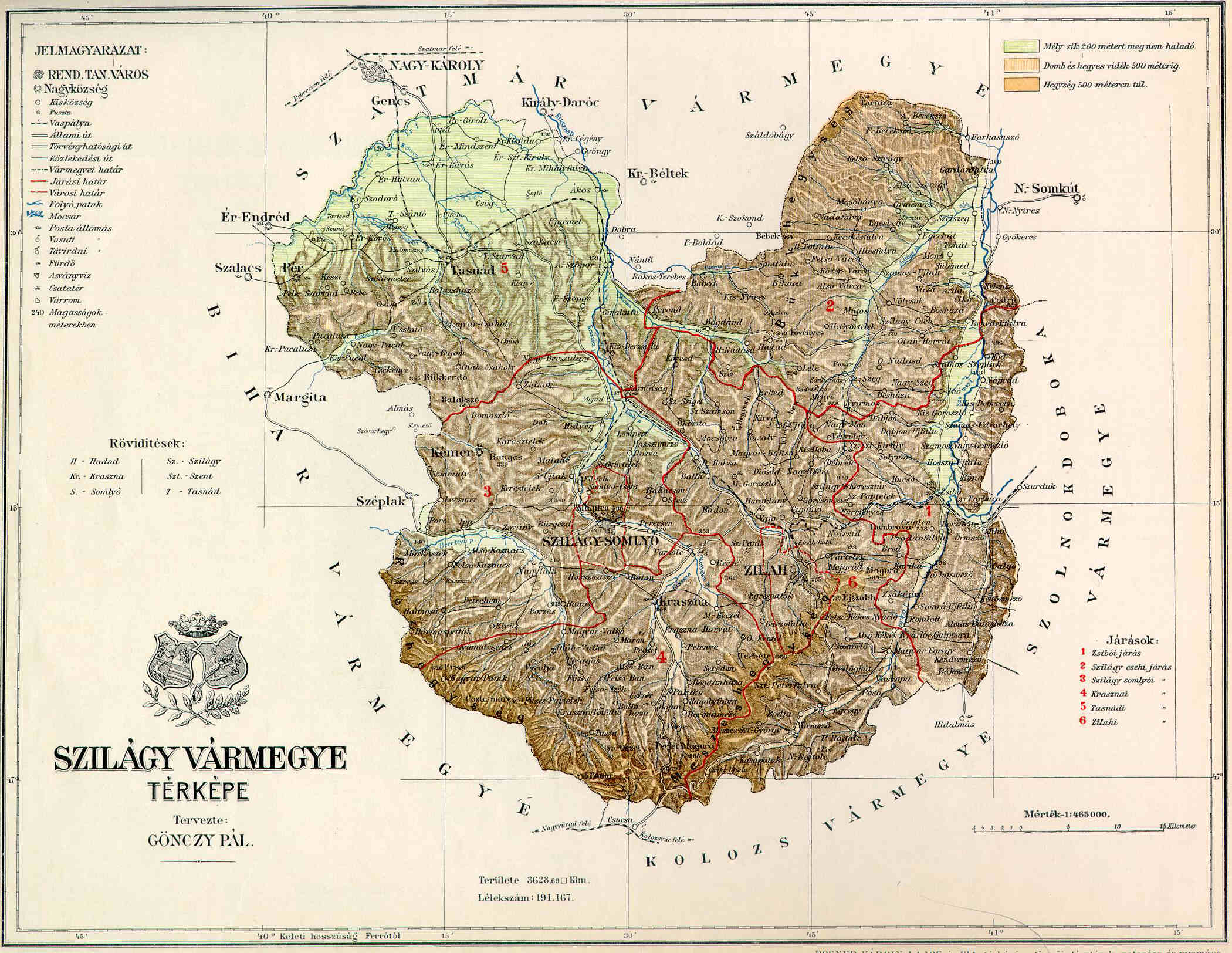
Pria în harta Comitatului Sălaj, 1876-1920